# 尼古拉斯·普拉斯蒂拉斯
尼古拉斯·普拉斯蒂拉斯（希臘語：Νικόλαος Πλαστήρας，1883年11月4日—1953年7月26日），希腊陆军中将、共和派政要。普拉斯蒂拉斯在希土战争期间战功卓著，被誉为「黑骑士」，后参与了废黜康斯坦丁一世的革命。并于1945年和1950年代三次组阁成为希腊总理。